# Lijst van voetbalinterlands Centraal-Afrikaanse Republiek - Kameroen (vrouwen)
Deze lijst van voetbalinterlands is een overzicht van alle officiële voetbalinterlands tussen de nationale vrouwenteams van de Centraal-Afrikaanse Republiek en Kameroen. De landen hebben tot nu toe twee keer tegen elkaar gespeeld.

## Wedstrijden
| № | Plaats  | Datum           | Competitie                                | Wedstrijd                                | Uitslag |
| - | ------- | --------------- | ----------------------------------------- | ---------------------------------------- | ------- |
| 1 | Douala  | 20 oktober 2021 | Afrikaans kampioenschap 2022 kwalificatie | Centraal-Afrikaanse Republiek − Kameroen | 0 − 1   |
| 2 | Yaoundé | 24 oktober 2021 | Afrikaans kampioenschap 2022 kwalificatie | Kameroen − Centraal-Afrikaanse Republiek | 2 − 0   |

## Samenvatting
| Competitie                           | Totaal gespeeld | Winst Centraal-Afrikaanse Republiek | Gelijk | Winst Kameroen | Doelsaldo Centraal-Afrikaanse Republiek – Kameroen |
| ------------------------------------ | --------------- | ----------------------------------- | ------ | -------------- | -------------------------------------------------- |
| Afrikaans kampioenschap kwalificatie | 2               | 0                                   | 0      | 2              | 0 − 3                                              |
| Totaal                               | 2               | 0                                   | 0      | 2              | 0 − 3                                              |